# Список птахів Французької Полінезії
Це перелік видів птахів, зафіксованих на території Французької Полінезії. Авіфауна Французької Полінезії налічує загалом 168 видів, з яких 42 є ендемічними, а 15 були інтродуковані людьми. 35 видів перебувають під загрозою глобального зникнення.

## Позначки
Наступні теги використані для виділення деяких категорій птахів.
- (А) Випадковий — вид, який рідко або випадково трапляється у Французькій Полінезії
- (Е) Ендемічий — вид, який є ендеміком Французької Полінезії
- (I) Інтродукований — вид, завезений до Французької Полінезії як наслідок, прямих чи непрямих людських дій
- (Ex) Вимерлий — вид, який мешкав у Французькій Полінезії, однак повністю вимер
- (Ext) Локально вимерлий — вид, який більше не трапляється у Французькій Полінезії, хоча його популяції існують в інших місцях

## Гусеподібні(Anseriformes)
Родина: Качкові (Anatidae)
- Широконіска північна, Spatula clypeata
- Крижень австралійський, Anas superciliosa
- Шилохвіст північний, Anas acuta (A)

## Куроподібні(Galliformes)
Родина: Фазанові (Phasianidae)
- Курка банківська, Gallus gallus (I)
- Фазан звичайний, Phasianus colchicus (I)

## Голубоподібні(Columbiformes)
Родина: Голубові (Columbidae)
- Голуб сизий, Columba livia (I)
- Alopecoenas rubescens (E)
- Alopecoenas erythropterus (E)
- Geopelia striata (I)
- Тілопо таїтянський, Ptilinopus purpuratus (E)
- Тілопо золоточеревий, Ptilinopus chrysogaster (E)
- Тілопо макатейський, Ptilinopus chalcurus (E)
- Тілопо атоловий, Ptilinopus coralensis (E)
- Тілопо рожеволобий, Ptilinopus huttoni (E)
- Тілопо білолобий, Ptilinopus dupetithouarsii (E)
- Тілопо червоновусий, Ptilinopus mercierii (E) (Ext)
- Пінон тонганський, Ducula pacifica (I)
- Пінон полінезійський, Ducula aurorae (E)
- Пінон довгодзьобий, Ducula galeata (E)

## Зозулеподібні(Cuculiformes)
Родина: Зозулеві (Cuculidae)
- Коель новозеландський, Urodynamis taitensis

## Серпокрильцеподібні(Apodiformes)
Родина: Серпокрильцеві (Apodidae)
- Салангана таїтянська, Aerodramus leucophaeus (E)
- Салангана маркізька, Aerodramus ocistus (E)

## Журавлеподібні(Gruiformes)
Родина: Пастушкові (Rallidae)
- Пастушок таїтянський, Gallirallus pacificus (E) (Ext)
- Porphyrio paepae (E) (Ext)
- Погонич таїтійський, Zapornia nigra (E) (Ext)
- Погонич австралійський, Zapornia tabuensis

## Сивкоподібні(Charadriiformes)
Родина: Сивкові (Charadriidae)
- Сивка морська, Pluvialis squatarola (A)
- Сивка бурокрила, Pluvialis fulva
- Чайка білошия, Vanellus miles (A)
- Пісочник канадський, Charadrius semipalmatus (A)

Родина: Баранцеві (Scolopacidae)
- Кульон аляскинський, Numenius tahitiensis
- Кульон середній, Numenius phaeopus (A)
- Грицик малий, Limosa lapponica (A)
- Крем'яшник звичайний, Arenaria interpres
- Куліга білокрила, Prosobonia leucoptera (E) (Ex)
- Куліга моорейська, Prosobonia ellisi (E) (Ex)
- Куліга туамотуанська, Prosobonia parvirostris (E)
- Брижач, Calidris pugnax (A)
- Побережник гострохвостий, Calidris acuminata (A)
- Побережник білий, Calidris alba
- Жовтоволик, Calidris subruficollis (A)
- Побережник арктичний, Calidris melanotos
- Коловодник попелястий, Tringa brevipes
- Коловодник аляскинський, Tringa incana
- Коловодник американський, Tringa semipalmata (A)
- Коловодник жовтоногий, Tringa flavipes (A)

Родина: Поморникові (Stercorariidae)
- Поморник середній, Stercorarius pomarinus
- Поморник короткохвостий, Stercorarius parasiticus (A)

Родина: Мартинові (Laridae)
- Leucophaeus atricilla (A)
- Мартин ставковий, Leucophaeus pipixcan (A)
- Мартин делаверський, Larus delawarensis (A)
- Крячок бурий, Anous stolidus
- Крячок атоловий, Anous minutus
- Крячок сірий, Anous ceruleus
- Крячок білий, Gygis alba
- Крячок строкатий, Onychoprion fuscatus
- Крячок полінезійський, Onychoprion lunatus
- Крячок бурокрилий, Onychoprion anaethetus (A)
- Крячок рожевий, Sterna dougallii
- Крячок індонезійський, Sterna sumatrana (A)
- Крячок жовтодзьобий, Thalasseus bergii

## Фаетоноподібні(Phaethontiformes)
Родина: Фаетонові (Phaethontidae)
- Фаетон білохвостий, Phaethon lepturus
- Фаетон червонодзьобий, Phaethon aethereus (A)
- Фаетон червонохвостий, Phaethon rubricauda

## Буревісникоподібні(Procellariiformes)
Родина: Альбатросові (Diomedeidae)
- Альбатрос сіроголовий, Thalassarche chrysostoma (A)
- Альбатрос чатемський, Thalassarche eremita (A)
- Альбатрос чорнобровий, Thalassarche melanophris (A)
- Альбатрос довгохвостий, Phoebetria palpebrata (A)
- Альбатрос королівський, Diomedea epomophora
- Альбатрос мандрівний, Diomedea exulans

Родина: Океанникові (Oceanitidae)
- Океанник Вільсона, Oceanites oceanicus (A)
- Океанник білобровий, Pelagodroma marina (A)
- Фрегета білочерева, Fregetta grallaria
- Фрегета чорночерева, Fregetta tropica (A)
- Океанник білогорлий, Nesofregetta fuliginosa

Родина: Качуркові (Hydrobatidae)
- Качурка північна, Hydrobates leucorhous
- Качурка мадерійська, Hydrobates castro (A)

Родина: Буревісникові (Procellariidae)
- Буревісник гігантський, Macronectes giganteus (A)
- Буревісник велетенський, Macronectes halli (A)
- Пінтадо, Daption capense (A)
- Тайфунник північний, Pterodroma gouldi (A)
- Тайфунник кермадецький, Pterodroma neglecta
- Тайфунник тринідадський, Pterodroma arminjoniana
- Тайфунник-провісник, Pterodroma heraldica
- Тайфунник Мерфі, Pterodroma ultima
- Тайфунник Соландра, Pterodroma solandri
- Тайфунник чорний, Pterodroma atrata
- Тайфунник м'якоперий, Pterodroma mollis (A)
- Тайфунник білоголовий, Pterodroma lessonii (A)
- Тайфунник Піла, Pterodroma inexpectata (A)
- Тайфунник тихоокеанський, Pterodroma externa
- Тайфунник гавайський, Pterodroma sandwichensis (A)
- Тайфунник макаулійський, Pterodroma cervicalis
- Тайфунник австралійський, Pterodroma nigripennis
- Тайфунник Кука, Pterodroma cookii (A)
- Тайфунник білолобий, Pterodroma leucoptera
- Тайфунник коротконогий, Pterodroma brevipes
- Тайфунник Штейнегера, Pterodroma longirostris (A)
- Тайфунник кліфовий, Pterodroma pycrofti (A)
- Тайфунник макронезійський, Pterodroma alba
- Буревісник блакитний, Halobaena caerulea
- Бульверія тонкодзьоба, Bulweria bulwerii
- Тайфунник таїтійський, Pseudobulweria rostrata
- Буревісник сірий, Procellaria cinerea (A)
- Буревісник рожевоногий, Ardenna creatopus (A)
- Буревісник світлоногий, Ardenna carneipes (A)
- Буревісник клинохвостий, Ardenna pacificus
- Буревісник Бюлера, Ardenna bulleri (A)
- Буревісник сивий, Ardenna griseus (A)
- Буревісник тонкодзьобий, Ardenna tenuirostris (A)
- Буревісник острівний, Puffinus nativitatis
- Буревісник гавайський, Puffinus auricularis
- Буревісник рапайський, Puffinus myrtae
- Буревісник реюньйонський, Puffinus bailloni

## Сулоподібні(Suliformes)
Родина: Фрегатові (Fregatidae)
- Фрегат-арієль, Fregata ariel
- Фрегат тихоокеанський, Fregata minor

Родина: Сулові (Sulidae)
- Сула жовтодзьоба, Sula dactylatra
- Сула білочерева, Sula leucogaster
- Сула червононога, Sula sula
- Сула чорнокрила, Papasula abbotti (Ext)

## Пеліканоподібні(Pelecaniformes)
Родина: Чаплеві (Ardeidae)
- Чапля північна, Ardea herodias (A)
- Чепура велика, Ardea alba (A)
- Чепура тихоокеанська, Egretta sacra
- Чапля єгипетська, Bubulcus ibis (A)
- Чапля мангрова, Butorides striata

## Яструбоподібні(Accipitriformes)
Родина: Яструбові (Accipitridae)
- Circus approximans (I)

## Совоподібні(Strigiformes)
Родина: Сипухові (Tytonidae)
- Сипуха крапчаста, Tyto alba

Родина: Совові (Strigidae)
- Пугач віргінський, Bubo virginianus (I)

## Сиворакшоподібні(Coraciiformes)
Родина: Рибалочкові (Alcedinidae)
- Альціон маркізький, Todiramphus godeffroyi (E)
- Альціон таїтянський, Todiramphus veneratus (E)
- Альціон ніауський, Todiramphus gertrudae (E)
- Альціон туамотський, Todiramphus gambieri (E) (Ex)
- Альціон бораборський, Todirhamphus tutus

## Соколоподібні(Falconiformes)
Родина: Соколові (Falconidae)
- Сапсан, Falco peregrinus

## Папугоподібні(Psittaciformes)
Родина: Psittaculidae
- Какарікі буроголовий, Cyanoramphus ulietanus (E) (Ex)
- Какарікі чорнолобий, Cyanoramphus zealandicus (E) (Ex)
- Лорі-віні рубіновий, Vini kuhlii (E)
- Лорі-віні синьо-фіолетовий, Vini peruviana
- Лорі-віні бірюзовий, Vini ultramarina (E)

## Горобцеподібні(Passeriformes)
Родина: Монархові (Monarchidae) 
- Пацифея таїтянська, Pomarea nigra (E)
- Пацифея маупітійська, Pomarea maupitiensis (E) (Ex)
- Пацифея ейаоська, Pomarea fluxa (E) (Ex)
- Пацифея полінезійська, Pomarea nukuhivae (E) (Ex)
- Пацифея уагуцька, Pomarea iphis (E)
- Пацифея атолова, Pomarea mira (E)
- Пацифея маркізька, Pomarea mendozae (E)
- Пацифея фатугінська, Pomarea whitneyi (E)

Родина: Очеретянкові (Acrocephalidae)
- Очеретянка маркізька, Acrocephalus mendanae (E)
- Очеретянка риматарська, Acrocephalus rimitarae (E)
- Очеретянка кремова, Acrocephalus musae (E) (Ex)
- Очеретянка довгодзьоба, Acrocephalus caffer (E)
- Очеретянка мореанська, Acrocephalus longirostris (E)
- Комако, Acrocephalus percernis (E)
- Очеретянка туамотуанська, Acrocephalus atyphus (E)
- Очеретянка полінезійська, Acrocephalus astrolabii (E) (Ex)

Родина: Ластівкові (Hirundinidae) 
- Ластівка берегова, Riparia riparia
- Ластівка сільська, Hirundo rustica
- Ластівка південноазійська, Hirundo tahitica

Родина: Бюльбюлеві (Pycnonotidae)
- Бюльбюль червоночубий, Pycnonotus cafer (I)

Родина: Окулярникові (Zosteropidae) 
- Окулярник сивоспинний, Zosterops lateralis (I)

Родина: Шпакові (Sturnidae)
- Майна індійська, Acridotheres tristis (I)

Родина: Мухоловкові (Muscicapidae)
- Кам'янка звичайна, Oenanthe oenanthe

Родина: Ткачикові (Ploceidae)
- Ткачик чорноголовий, Ploceus melanocephalus (I)

Родина: Астрильдові (Estrildidae)
- Астрильд смугастий, Estrilda astrild (I)
- Амадина-рубінчик червоноброва, Neochmia temporalis (I)
- Мунія каштанововола, Lonchura castaneothorax (I)

Родина: Горобцеві (Passeridae) 
- Горобець хатній, Passer domesticus (A)

Родина: Плискові (Motacillidae)
- Плиска біла, Motacilla alba

Родина: Саякові (Thraupidae) 
- Тапіранга червона, Ramphocelus dimidiatus (I)